# Route nationale 371
Die Route nationale 371, kurz N 371 oder RN 371, war eine französische Nationalstraße.

## Geschichte
Die Straße wurde 1933 auf der Strecke zwischen Longperrier und Melun festgelegt. 1973 wurde der Abschnitt zwischen Dammartin-en-Goële und Croissy-Beaubourg herabgestuft und 1989 dann der Rest bis Melun. 1999 tauchte die Nummer zwischen Montluçon und Montmarault auf dem Streckenverlauf der Nationalstraße 145 auf, die in diesem Jahr verkürzt wurde. 2006 wurde dieser Abschnitt abgestuft.

## Seitenäste

### N 371a
Die Route nationale 371A, kurz N 371A oder RN 371A, war von 1960 bis zu ihrer Herabstufung 1973 eine Querstraße der N 371. Sie entstand aus der Ortsdurchfahrt der Nationalstraße 3 durch Claye-Souilly, als die N 3 1960 auf eine nördlich um den Ort herum laufende Umgehungsstraße verlegt wurde. Seit 1973 wird die Ortsdurchfahrt als Départementsstraße 422 beschildert.